# Меса (Каліфорнія)
Меса (англ. Mesa) — переписна місцевість (CDP) в США, в окрузі Іньйо штату Каліфорнія. Населення — 275 осіб (2020).

## Географія
Меса розташована за координатами 37°25′1″ пн. ш. 118°32′21″ зх. д. / 37.41694° пн. ш. 118.53917° зх. д. (37.416833, -118.539115).  За даними Бюро перепису населення США в 2010 році переписна місцевість мала площу 9,47 км², з яких 9,07 км² — суходіл та 0,40 км² — водойми.

## Демографія
Згідно з переписом 2010 року, у переписній місцевості мешкала 251 особа в 104 домогосподарствах у складі 82 родин. Густота населення становила 27 осіб/км².  Було 124 помешкання (13/км²).
Расовий склад населення:
| - 87,6 % — білих - 4,0 % — корінних американців - 1,2 % — азіатів - 5,6 % — осіб інших рас |

До двох чи більше рас належало 1,6 %. Частка іспаномовних становила 10,4 % від усіх жителів.
За віковим діапазоном населення розподілялося таким чином: 13,1 % — особи молодші 18 років, 71,0 % — особи у віці 18—64 років, 15,9 % — особи у віці 65 років та старші. Медіана віку мешканця становила 50,0 року. На 100 осіб жіночої статі у переписній місцевості припадало 97,6 чоловіків;  на 100 жінок у віці від 18 років та старших — 98,2 чоловіків також старших 18 років.
Середній дохід на одне домашнє господарство  становив 94 693 долари США (медіана — 100 500), а середній дохід на одну сім'ю — 101 382 долари (медіана — 92 000). За межею бідності перебувало 4,7 % осіб, у тому числі 0,0 % дітей у віці до 18 років та 4,6 % осіб у віці 65 років та старших.
Цивільне працевлаштоване населення становило 132 особи. Основні галузі зайнятості: освіта, охорона здоров'я та соціальна допомога — 34,8 %, транспорт — 20,5 %, роздрібна торгівля — 18,9 %.